# Калльмюнцер, Иржи
Иржи Калльмюнцер (чеш. Jiří Kallmünzer; 4 декабря 1896 — неизвестно) — чехословацкий гребец, выступавший за сборную Чехословакии по академической гребле в 1920-х годах. Один из гребцов чехословацкой восьмёрки на летних Олимпийских играх в Антверпене.

## Биография
Иржи Калльмюнцер родился 4 декабря 1896 года. Занимался академической греблей вместе со своим братом Богданом Калльмюнцером.
Наиболее значимое выступление в своей спортивной карьере совершил в сезоне 1920 года, когда вошёл в состав чехословацкой национальной сборной и благодаря череде удачных выступлений удостоился права защищать честь страны на летних Олимпийских играх в Антверпене. В составе экипажа-восьмёрки, куда также вошли гребцы Эмиль Орднунг, Фердинанд Брожек, Владимир Ширц, Йозеф Ширц, его брат Богдан Калльмюнцер, Отакар Вотик, Иван Швайцер и рулевой Карел Чижек, выбыл из борьбы за медали уже в стартовом заезде на стадии четвертьфиналов, уступив почти 11 секунд спортсменам из Норвегии, ставшим в итоге бронзовыми призёрами.
После антверпенской Олимпиады Калльмюнцер ещё в течение некоторого времени оставался действующим гребцом и продолжал принимать участие в крупнейших международных регатах. Так, в 1924 году он был заявлен на Олимпийские игры в Париже, где планировалось его выступление в восьмёрках, но в итоге чехословацкие гребцы не стали стартовать на этих Играх.
Дата и место смерти неизвестны.